# 京都市立東山泉小中学校
京都市立東山泉小中学校（きょうとしりつ ひがしやまいずみしょうちゅうがっこう）は、京都府京都市東山区大和大路通七条下る5丁目下池田町527（西学舎）、および京都府京都市東山区泉涌寺山内町5（東学舎）に所在する義務教育学校。

## 施設
京都市東山区にある義務教育学校の一校である。西学舎と東学舎があり、西学舎は1stステージにあたる1 - 5年生が、東学舎は2ndステージにあたる6 - 9年生が学ぶ。西学舎にも第６学年が使用できる教室を配置している。

## 沿革
- 2014年3月 - 竣工[5]
- 2014年4月3日 - 開校式を敢行

## 教育課程特例・学校行事
- 小学校第1学年からの外国語（英語）活動[2]
- ステージごとの学習発表会[2]
- 文化祭の実施[2](最近はコロナ禍ということもありなくなっている)
- 児童会・生徒会活動の実施[2]

## 設計

### 基本設計
- 京都市都市計画局公共建築部企画設計課[6]
- 類設計室[6]

### 実施設計
- 京都市都市計画局公共建築部企画設計課[6]
- 清水建設一級建築士事務所[6]

### 監理
- 京都市都市計画局公共建築部工務監理課[6]